# Association internationale des études québécoises
Pour les articles homonymes, voir AIEQ.

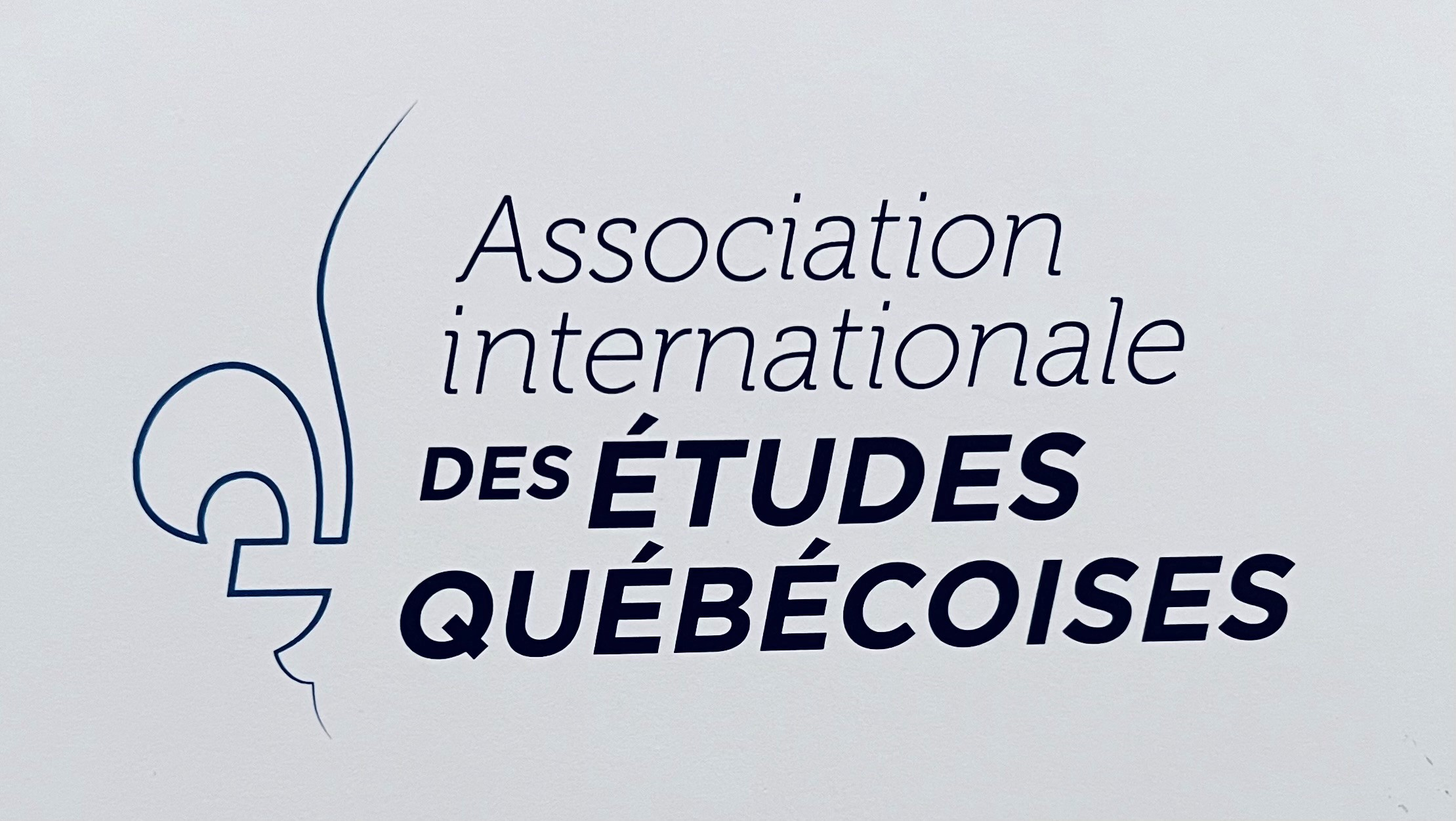

L’Association internationale des études québécoises (AIEQ) est un réseau mondial de recherche sur le Québec fondé en 1997. 
Sa mission est la promotion et le développement des études québécoises au Canada et à l'étranger.
L’AIEQ aide les étudiants, chercheurs et professeurs qui se consacrent à l'étude du Québec à participer et à organiser des événements scientifiques en leur offrant du soutien financier et logistique, ainsi qu'un accès privilégié à une communauté internationale pluridisciplinaire.
Elle appuie également les professeurs de français langue étrangère ou langue seconde par la distribution de contenu sur le Québec.
L’Association contribue ainsi à mieux faire connaître et comprendre le Québec à l'échelle internationale. En novembre 2023, l’AIEQ comptait 320 membres parmi plus de 3 000 «québécistes»de par le monde.

## Activités
Les activités de l’Association sont:
- l'information aux «québécistes» (site Web de l'AIEQ, Facebook, LinkedIn, Twitter, infolettre mensuelle, rapport annuel);

- le soutien à la diffusion des connaissances scientifiques sur le Québec (projets de cours, publications, colloques);

- le soutien à l'organisation de tournées d'auteurs et de réalisateurs québécois;

- l'attribution de prix, bourses d'études et de stages;

- des ressources humaines et financières aux enseignants de français langue étrangère d’institutions post-secondaires.

## Prix et bourses
L'AIEQ décerne les bourses et prix suivants:
- Bourses Gaston-Miron en littérature et culture québécoises et Jean-Cléo Godin, offertes en collaboration avec le Centre de recherche interuniversitaire sur la littérature et la culture québécoises (CRILCQ);

- Bourses de recherches en études québécoises pour les chercheurs des États-Unis, en collaboration avec l’American Council for Québec Studies;

- Bourses de séjour au Québec, en partenariat avec le Centre interuniversitaire d’études sur le Québec en Italie, l’Association japonaise des études québécoises et l’Association coréenne des études québécoises;

- Bourses pour la mineure en études québécoises et apprentissage par engagement communautaire, offertes en collaboration avec le Programme d’études québécoises de l’université McGill;

- Bourses d’inscription au programme en études québécoises de l’Université TÉLUQ;

- Bourses de formation à distance;

- Bourses de stage de perfectionnement en didactique du français langue étrangère;

- Prix de l’Association d’études canadiennes dans les pays germanophones;

- Bourses Auguste-Viatte, en collaboration avec l’Agence universitaire de la Francophonie, qui s'adressent à des étudiants et chercheurs des pays du Maghreb et d’Afrique subsaharienne.

## Organisation et financement
L'AIEQ se compose d'un conseil d'administration de 32 membres, d'un comité exécutif de six membres et d'un comité scientifique de cinq membres. 
Le financement des activités est rendu possible grâce aux subventions:
- du ministère des Relations internationales et de la Francophonie du Québec;

- du Conseil des Arts et des Lettres du Québec (CALQ);

- de différentes universités québécoises;

- des membres de l’AIEQ;

- de donateurs.

## Présidents du conseil d’administration
- Claude Corbo: 1997-1999

- Ingo Kolboom: 1999-2004

- Yannick Resch: 2004-2012

- Serge Jaumain: 2012-2015

- Milena Santoro: 2015-2019

- Claude Hauser: 2019-

## Directeurs généraux
- Benoit-Jean Bernard: 1997-2000

- Robert Laliberté: 2000-2015

- Chantal Houdet: 2015-2022

- Serge Vaillancourt: 2022 -2022

- Suela Sefa: 2023-